# Rodolfo Gambini
Rodolfo Gambini Italiano (Montevideo, 11 de mayo de 1946) es un físico, escritor y profesor retirado de la Universidad de la República en Montevideo, Uruguay. Trabaja en gravedad cuántica de bucles (LQG, por sus siglas en inglés) y ha publicado investigaciones sobre polinomios de Jones para nudos de intersección como estados físicos de la gravedad cuántica, así como fundamentos de física y bucles, nudos, teorías gauge y gravedad cuántica.
Ha aplicado la LQG a un modelo simplificado de agujero negro, y ha introducido la teoría cuántica de campos en un agujero negro esférico de gravedad cuántica de bucles. La gravedad cuántica de bucles es un intento de desarrollar una teoría cuántica de la gravedad basada directamente en la formulación geométrica de Einstein en lugar del tratamiento de la gravedad como una fuerza.
Ha escrito varios libros sobre el tema, entre ellos Loops, Knots, Gauge Theories and Quantum Gravity, que proporciona una introducción autocontenida a las aplicaciones de las representaciones de bucles y la teoría de nudos en la física de partículas y la gravedad cuántica. En este libro, Gambini trata temas como el grupo abeliano de bucles, la teoría clásica, la cuantización de Fock, las variables de bucle a la derecha y de Wilson, los polinomios de nudo, las tríadas a la izquierda y la forma de Chern-Simons, las funciones de onda en la representación de bucle para la gravedad cuántica, las restricciones de difeomorfismo, entre otros temas.

## Biografía
En 1968 ingresó a la Facultad de Humanidades y Ciencias, de la Universidad de la República, en Uruguay, convirtiéndose en febrero de 1972 en licenciado en física de la Universidad de la República. Después, gracias a la ayuda de su padre, arquitecto, consiguió mudarse a París, donde prosiguió con sus estudios al resguardo de la complicada situación en su país natal, ya en ese entonces bajo dictadura. En 1974 obtuvo su doctorado en Física Teórica en la Universidad de París XI (Paris-Sud) y el Instituto Henri Poincaré defendiendo una tesis sobre "Propagación de ondas gravitatorias en medios elásticos", siendo Achilles Papapetrou su director de tesis.
Durante el periodo de gobierno militar en Uruguay, se encontró, como otros tantos científicos e intelectuales uruguayos de la época, con la imposibilidad del retorno al país por el régimen vigente. Se instaló en Caracas, donde fue profesor en la Universidad Simón Bolívar de Caracas desde 1980 hasta fines de 1988. El éxito de su trabajo científico y de formación de recursos humanos hizo que en 1985 pasara a la categoría de Profesor Titular de dicha Universidad. En este ámbito, trabajando con su colega Antoni Trías, inventó la representación de bucles para las teorías de Yang-Mills en 1986.
Regresó al Uruguay en 1989, tras el retorno de la democracia, como profesor titular de los institutos de Física de la Facultad de Ciencias y de la Facultad de Ingeniería de la Universidad de la República.
Desde enero de 1988 es investigador grado 5 del Programa de Desarrollo de las Ciencias Básicas (PEDECIBA), del cual fue Coordinador de Física y Director Académico entre 2001 y 2008.
Desde enero de 1989 hasta fines de 2007 fue profesor titular grado 5 del IFFI, Instituto de Física de la Facultad de Ingeniería (Universidad de la República). Allí mismo fue director de Instituto desde 1989 hasta 1992, donde entre otras cosas promovió el cambio de Plan de Estudios del Ciclo Básico.
Desde enero de 1989 es profesor titular grado 5 del IFFC, Instituto de Física de la Facultad de Ciencias (Universidad de la República).
Es socio fundador de la Sociedad Uruguaya de Física (SUF), de la cual fue su primer presidente en 1992.
Integró la comisión redactora del reglamento y proyecto de ley del Fondo Nacional de Investigadores.
Fue el primer presidente de la Asociación Uruguaya Ciencia, Tecnología y Desarrollo AUCTYD, desde 1997 hasta 2001.
Integró la Comisión preparatoria y los primeros consejos de la Facultad de Ciencias (Universidad de la República) desde su creación en el año 1989.
Fue director del IFFC, Instituto de Física de la Facultad de Ciencias (Universidad de la República).
Entre 1994 y 1995 fue el primer presidente del Consejo Nacional de Investigaciones Científicas y Técnicas de Uruguay (CONICYT), dependiente del Ministerio de Educación y Cultura.
Preside la Academia Nacional de Ciencias del Uruguay (ANCIU) desde su fundación en el año 2009.
Integró el Comité de Selección del Sistema Nacional de Investigadores (SNI), creado en el año 2007 y desde entonces integra la Comisión Honoraria y es investigador nivel III.
Desde 2009 hasta 2013 fue director de la Agencia Nacional de Investigación e Innovación (ANII).
Actualmente es profesor visitante en el Horace Hearne Institute for Theoretical Physics de la Universidad Estatal de Luisiana.
Es miembro de las siguientes instituciones fuera de Uruguay: American Physical Society (APS), American Association for Advancement of Science (AAAS), The World Academy of Sciences (TWAS), Academia de Ciencias de América Latina (ACAL), Academia Nacional de Ciencias Exactas, Física y Naturales de Argentina (ANCEFN) y Centro Latinoamericano de Física (CLAF), Brasil. De esta última fue presidente del Consejo Directivo entre 1992 y 1994.
Desde el año 2011 integra el consejo que otorga el premio Bronstein en Gravedad Cuántica de Lazos (The Bronstein Prize in Loop Quantum Gravity).
A lo largo de su carrera científica, todavía en actividad, ha publicado más de 100 artículos científicos en revistas arbitradas internacionales, cubriendo temas que van desde epistemología y los fundamentos de la mecánica cuántica hasta biomecánica y teoría cuántica de campos. En su trabajo se destacan relevantes aportes a la unificación entre la teoría de la Mecánica Cuántica, que describe correctamente fenómenos en la escala microscópica, y la Teoría de la Relatividad General, que describe los fenómenos de gran escala. El principal de estos aportes, realizado junto con el Dr. Jorge Pullin, consiste en el desarrollo de una técnica de lazos, la gravedad cuántica de bucles, para describir en forma no perturbativa todas las interacciones físicas, incluyendo la gravitacional. Esta técnica está siendo aplicada por Gambini y otros científicos al problema de la cuantización de la gravedad, uno de los problemas pendientes más importantes de la Física actual. En los últimos tiempos, junto al Dr. Pullin, ha estudiado las implicancias de los efectos gravitacionales sobre los fundamentos de la mecánica cuántica. En particular, ha profundizado sobre el papel del tiempo en la teoría y su conexión con el problema de la medida. El novedoso análisis del papel del tiempo, medido con relojes reales, ha conducido a formular la llamada "Interpretación de Montevideo"  de la mecánica cuántica que arroja nueva luz sobre problemas fundamentales de la teoría y sus consecuencias filosóficas.

## Premios y honores
Ha sido distinguido en tres ocasiones, junto a Jorge Pullin, por la Fundación para la Investigación Gravitacional, (Gravity Research Foundation) en 1992, 1999 y 2005.
En 2003 recibió el premio de Third World Academy of Sciences (TWAS), en el área de la física, por sus contribuciones a la gravedad cuántica. La ceremonia de premiación se realizó el 23 de noviembre de 2004 en Trieste, Italia, en la sede del TWAS. (Actualmente TWAS ha cambiado su denominación por The World Academy of Sciences).
En 2003 recibió el Premio a la Labor Científica de la Presidencia de la República.
En 2006, la Fundación Lolita Rubial, le otorga el Premio MOROSOLI de Plata en CIENCIA y TECNOLOGÍA por su labor científica.
El 5 de julio de 2010, la Universidad de la República le confirió un doctorado honoris causa. En la misma ceremonia se le entregó el mismo reconocimiento a la escritora Ida Vitale.

El 12 de octubre de 2012, el Ministerio de Educación y Cultura de Uruguay le concedió el Gran Premio Nacional a la Labor Intelectual 2012, en forma compartida con el poeta Washington Benavides. La ceremonia de premiación tuvo lugar el 1 de noviembre de 2012 en la sala de conferencias del Teatro Solís de Montevideo.
El 19 de noviembre de 2016, la Fundación Lolita Rubial le entrega el Premio Morosoli de Oro a la Cultura Uruguaya 2016.

## Libros
- Loops, Knots, Gauge Theories and Quantum Gravity (Jorge Pullin; coautor)(Abhay Ashtekar; prefacio)(1996)(Cambridge University Press)(Hardcover 1996, ISBN 0-521-47332-2)(Paperback 2000, ISBN 0-521-65475-0)
- Certidumbres, incertidumbres, caos. Reflexiones en torno a la ciencia contemporánea (Roberto Markarian; coautor)(1997). Editorial Trilce, Montevideo.
- A First Course in Loop Quantum Gravity (Jorge Pullin; coautor)(2011)(Oxford University Press)(Hardcover ISBN 0-199-59075-3)
- Un primer curso en gravedad cuántica de lazos (Jorge Pullin; coautor)(2013)(Editorial Reverté)(Tapa Dura ISBN 6-077-81508-X
- A Hospitable Universe: Addressing Ethical and Spiritual Concerns in Light of Recent Scientific Discoveries (Jorge Pullin, colaborador)(2018)(Imprint Academic)(ISBN-13: 978-1845409647)

## Algunos artículos científicos
- R. Gambini y Antoni Trias, "Gauge dynamics in the C-representation," Nuclear Physics B, Volume 278, Issue 2, p. 436-448 (1986)[9]
- D. Armand Ugon, R. Gambini, J. Griego and L. Setaro, "Classical Loop Actions of Gauge Theories," arxiv, 29 de julio de 1993.

- R. Gambini, "Vassiliev Invariants, the Space Cyl* and the Quantum Gravity Constraints" (Seminario, 17 de setiembre de 1998). Archivado el 12 de mayo de 2004 en Wayback Machine.
- R. Gambini, J. Pullin, "Nonstandard optics from quantum space-time," Physical Review D, 59(12), 124021 (1999).
- R. Gambini, L. P. Garcia-Pintos, J. Pullin, "An axiomatic formulation of the Montevideo Interpretation of Quantum Mechanics", Studies In History and Philosophy of Modern Physics, Band 42, 2011, S. 256-263 (2011), [Arxiv Preprint][19]
- R. Gambini, J. Pullin, "Spherically symmetric gravity coupled to a scalar field with a local Hamiltonian: the complete initial-boundary value problem using metric variables," Classical and Quantum Gravity, v. 30, p. 025012 (2012)

- R. Gambini, J. Pullin, "Self-adjointness in the Hamiltonians of deparameterized totally constrained theories: a model," Physical Review D - Particles, Fields, Gravitation and Cosmology, v. 86, p. 067501 (2012)]

- Néstor Álvarez, R. Gambini, J. Pullin, "A local Hamiltonian for spherically symmetric gravity coupled to a scalar field," Physical Review Letters, v. 108, p. 051301 (2012)
- Benjamin Bahr, R. Gambini, J. Pullin, "Discretisations, constraints and diffeomorphisms in quantum gravity." Sigma, p. 002 (2012)
- R. Gambini, J. Pullin, "Emergence of string-like physics from Lorentz invariance in loop quantum gravity," Arxiv Preprint (2014)